# Eskişehir (province)
La province d’Eskişehir est une des 81 provinces (en turc : il, au singulier, et iller au pluriel) de la Turquie.
Sa préfecture (en turc : valiliği) se trouve dans la ville éponyme d’Eskişehir.

## Géographie
Sa superficie est de 13 904 km2.

## Population
Au recensement de 2000, la province comptait 706 009 habitants, soit une densité de population d'environ 50 hab./km2.
| 2000    | 2001    | 2002    | 2003    | 2004    | 2005    | 2006    | 2007    | 2008    |
| ------- | ------- | ------- | ------- | ------- | ------- | ------- | ------- | ------- |
| 651 672 | 662 354 | 672 328 | 682 212 | 692 529 | 703 168 | 714 051 | 724 849 | 741 739 |

| 2009    | 2010    | 2011    | 2012    | 2013    | 2014    | 2015    | 2016    | 2017    |
| ------- | ------- | ------- | ------- | ------- | ------- | ------- | ------- | ------- |
| 755 427 | 764 584 | 781 247 | 789 750 | 799 724 | 812 320 | 826 716 | 844 842 | 860 620 |

| 2018    | 2019    | 2020    | 2021    | 2022    | 2023    | - | - | - |
| ------- | ------- | ------- | ------- | ------- | ------- | - | - | - |
| 871 187 | 887 475 | 888 828 | 898 369 | 906 617 | 915 418 | - | - | - |

## Administration
La province est administrée par un préfet (en turc : vali)

## Subdivisions
La province est divisée en 13 districts (en turc : ilçe, au singulier).